# Xkopteil
Xcopteil es una localidad del municipio de Chankom en el estado de Yucatán, México.

## Toponimia
El nombre (Chankom) proviene del idioma maya.

## Hechos históricos
- En 1940 cambia su nombre de X-Kopteil a Xcopteil. Pasa del municipio de Cuncunul al de Chankom.
- En 1990 cambia su nombre a Xkopteil.

## Demografía
Según el censo de 2005 realizado por el INEGI, la población de la localidad era de 754 habitantes, de los cuales 366 eran hombres y 388 eran mujeres.
| 279                         | 235 | 516 | 487 | 610 | 508 | 693 | 716 | 724 | 754 |
| (Fuente: INEGI [Consultar]) |     |     |     |     |     |     |     |     |     |